# 浜の川湧水観光交流館「銀水」
浜の川湧水観光交流館「銀水」（はまのかわゆうすいかんこうこうりゅうかん ぎんすい）は、長崎県島原市白土桃山2丁目1093にある飲食店。島原名物のかんざらしを提供する店である。

## 特色

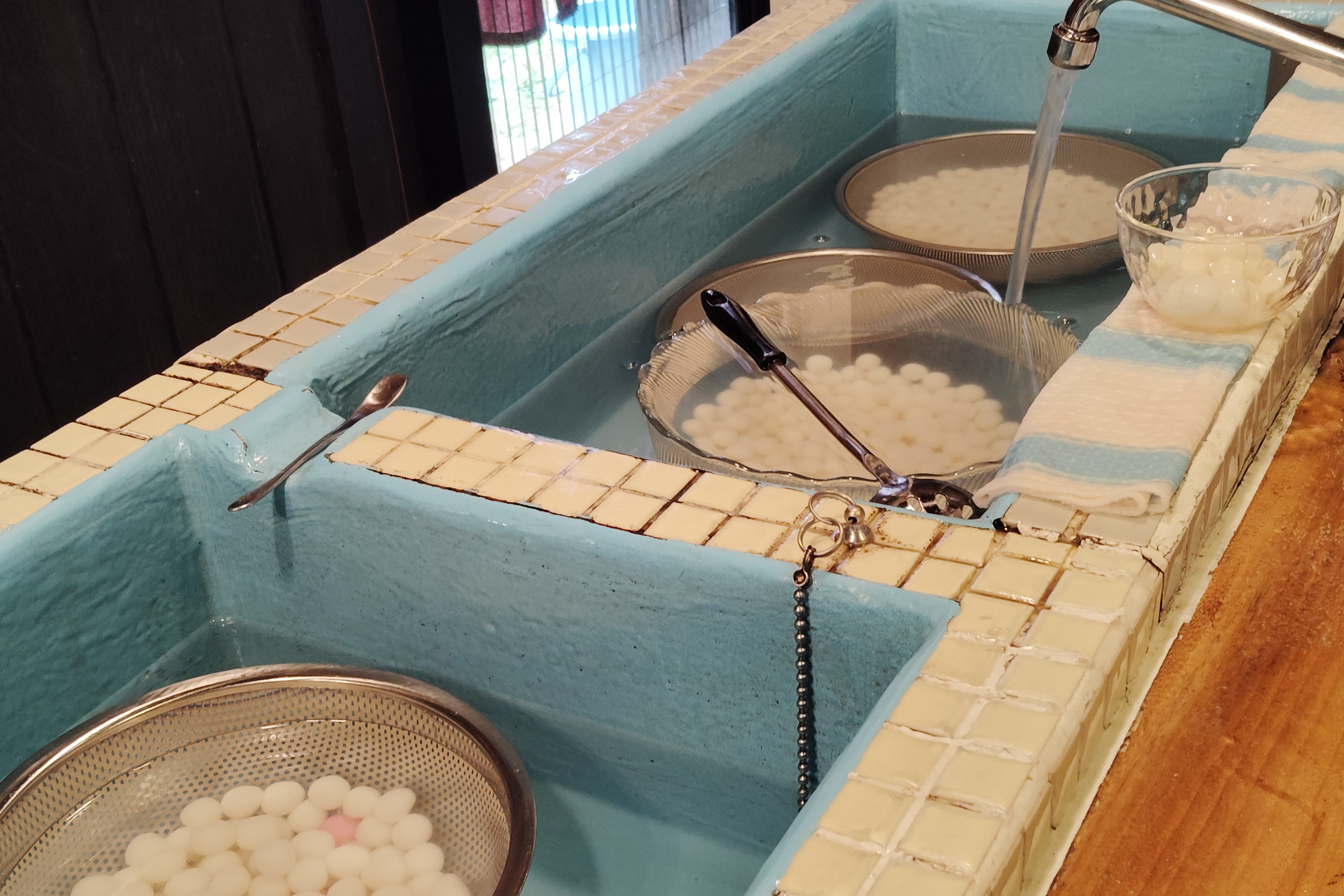
水槽に張られたかんざらし

### 島原のかんざらし
かんざらしは島原に伝わる伝統的な甘味であり、つるりとした白玉団子と控えめな甘さのシロップからなる。銀水のかんざらしは白土桃山にある浜の川湧水を利用しており、素朴な味わいを特徴としている。
郷土史家の松尾卓次によると、江戸時代の島原藩には現在のかんざらしに類似する甘味があったとされる。島原ではお盆に団子を墓や仏壇に供える風習があり、供え物の団子をシロップに入れて食べるようになったのがかんざらしの起源とされる。その後、来客にかんざらしをふるまうようになり、明治初期には飲食店で提供されるようになった。
2023年（令和5年）1月1日時点で、島原市内にはかんざらしを提供する店舗が29店舗ある。

### かんざらしの作り方
浜の川湧水を汲み、ボウルに入れた白玉粉と砂糖に湧水を加えてこねる。弾力のある塊をちぎって小分けにし（ちねり）、3個から4個を一度に手に取って丸める。1人分のかんざらしは白玉団子16個から18個である。ある程度乾燥させてから冷凍させる。
冷凍させた白玉団子を沸騰した湧水で煮ると、沈んでいた団子が浮かんだうえで2倍程度の大きさに膨らむ。さらに弱火で20分程度茹で、小さくなった団子を30分蒸らす。湧水を張った水槽にさらして保存すると、団子は硬くならずに食べやすい状態で維持される。水槽で冷やされた団子をすくって器に盛り、ウイスキー瓶に入ったシロップをかけると完成である。

## 歴史

### 1915年の創業

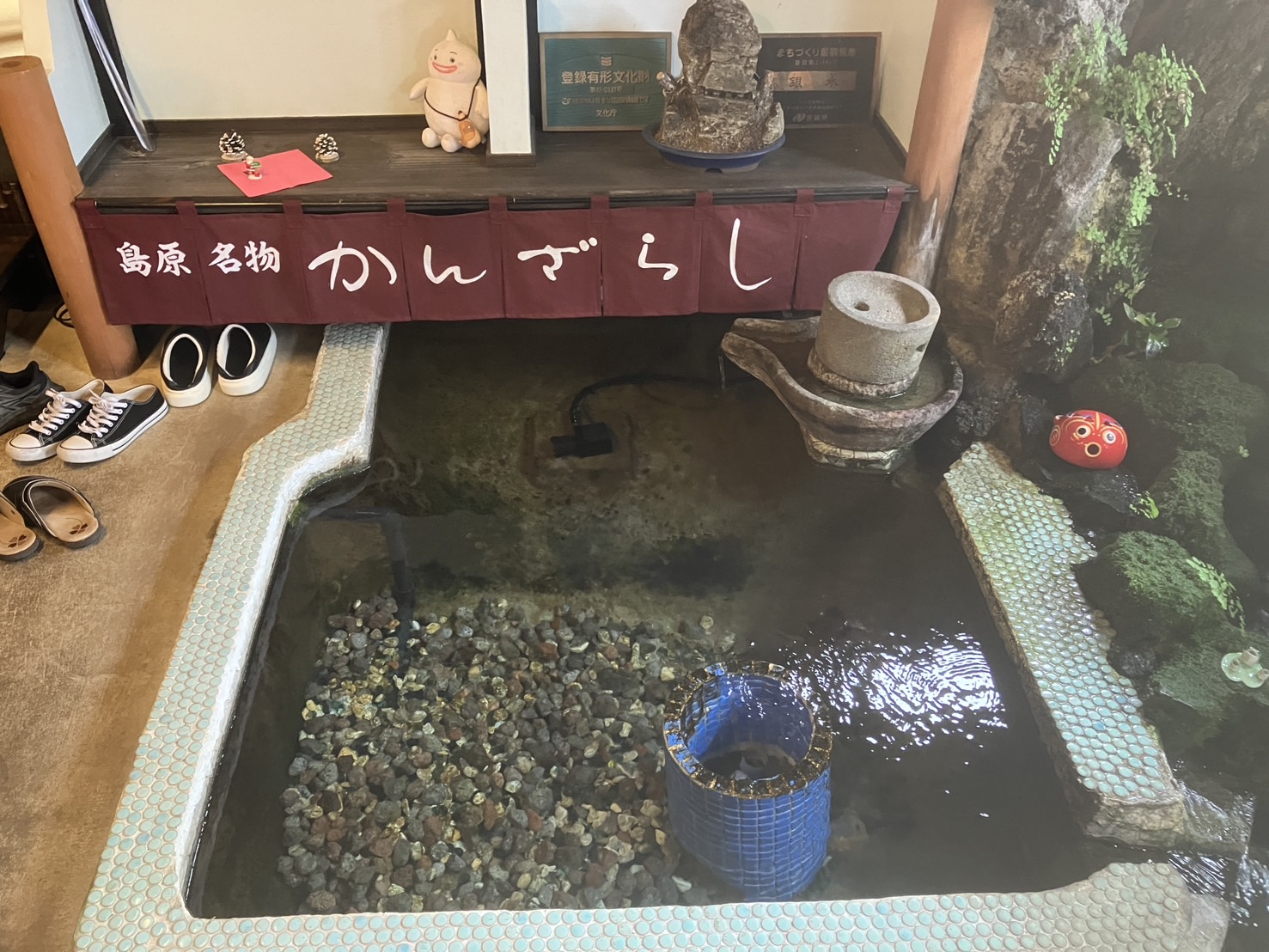
店舗内の湧水

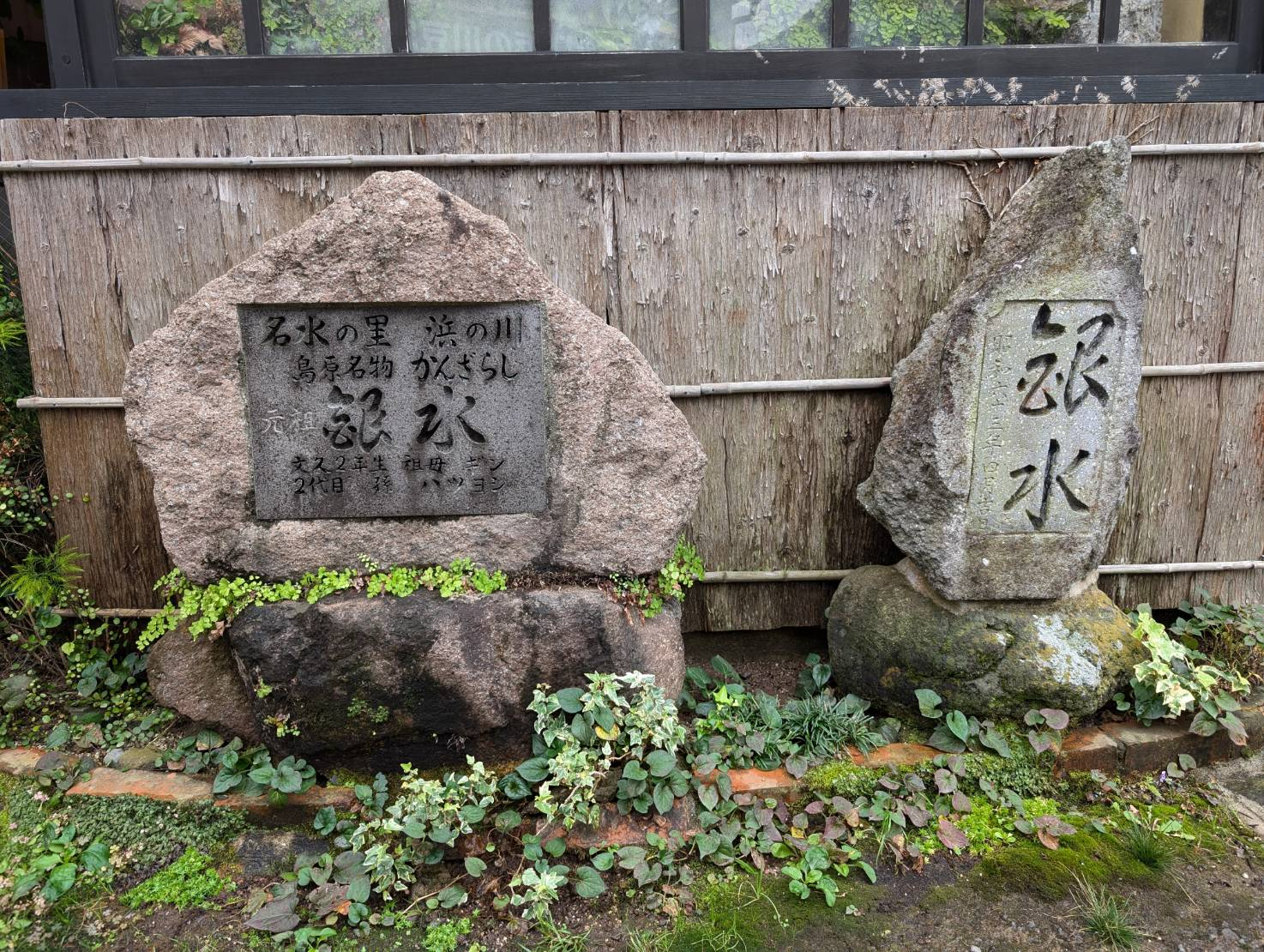
玄関脇にある石碑

1915年（大正4年）、入江ギンによって浜の川湧水を用いて始められた飲食店である。店舗の竣工年は定かでないが、開店時期と同じ大正前期と推測されている。

### 1955年の経営の継承
1952年（昭和27年）に島原商工会議所が発行した『島原商工名鑑』には、田中ハツヨシが経営する小料理屋として田中屋が掲載されている。1955年（昭和30年）、田中ハツヨシによって銀水の経営が引き継がれた。入江ギンと田中ハツヨシは祖母と孫の関係である。地元住民に加えて、映画監督の大島渚、俳優の緒形拳、歌手の村田英雄、俳優の石坂浩二、女優の大竹しのぶなどの著名人も訪れたことがある。
1991年（平成3年）頃には雲仙岳の噴火活動が活発化し、同年6月3日には火砕流によって死者・行方不明者43人という惨事が起こった。この影響で島原市の観光客が減少し、6月10日には一時閉店に追い込まれた。島原市による水質検査では湧水に異常はなく、7月6日には営業を再開した。
1995年（平成7年）、味噌醤油醸造業の中屋商店がかんざらしを販売する喫茶部を開店させた。喫茶部経営者の中島フミエは銀水の常連であり、銀水で白玉団子やシロップの作り方を教わったことがあった。
田中ハツヨシは1997年（平成9年）頃まで銀水の営業を続けたが、同年夏に体調を崩し、1998年（平成10年）3月22日に87歳で死去した。その後しばらくの間、建物は空き家の状態となっていた。
2007年（平成19年）頃には、島原青年会議所が銀水の跡地で夏季限定営業を始めた。

### 2016年のリニューアル後
2012年（平成24年）に島原市長に就任した古川隆三郎も銀水のファンだった。2014年（平成26年）に島原市が銀水の土地と建物を取得し、事業費2500万円で建物を取得して改修したうえで、2016年（平成28年）8月6日に銀水がリニューアルオープンした。
運営は滋賀県から移住した地域おこし協力隊の夫妻である。田中ハツヨシが作っていたかんざらしの味に近づけるため、運営する夫妻は何度も試作を繰り返して昔の味を知る住民が試食した。看板などはできるだけ田中ハツヨシが経営していた当時のものを使用している。店内には水神が祀られており、夫妻は開店前に水神を拝んでから店を開けていた。
2019年（平成31年）2月6日、NHK長崎放送局が制作してNHK BSプレミアムでテレビドラマ「かんざらしに恋して」が放送された。銀水のリニューアルオープンにまつわる実話に基づいており、貫地谷しほりが地域おこし協力隊員を演じている。
2021年（令和3年）2月4日、建物が「銀水」の名称で登録有形文化財に登録された。登録基準は「国土の歴史的景観に寄与しているもの」。同年4月1日、島原市の指定管理業務委託を受けた株式会社玉乃舎が運営者となった。同年度にはまだコロナ禍の影響があったものの、年間で約1万9600人の来客数があった。

## 建築

### 店舗
銀水の建物は木造2階建、桟瓦葺であり、1階の東側半分が店舗となっている。店舗にあるタイル張りの水槽は1915年（大正4年）の開店当時からのものとされる。西側半分には和室があり、2階には2室の座敷が設けられている。

### 浜の川湧水
建物の前には浜の川湧水があり、玄関前に湧水が引かれている。浜の川湧水は寛政4年（1792年）の島原大変後に湧き出した湧水のひとつであり、「名水百選」に選定されている島原湧水群の一部である。浜の川湧水の水温は、年間を通じて摂氏16度で安定している。浜の川湧水は4つの池に区分されており、それぞれ食品洗い、食器すすぎ、食器洗い、洗濯の用途に使われる。

## メニュー
セットメニュー

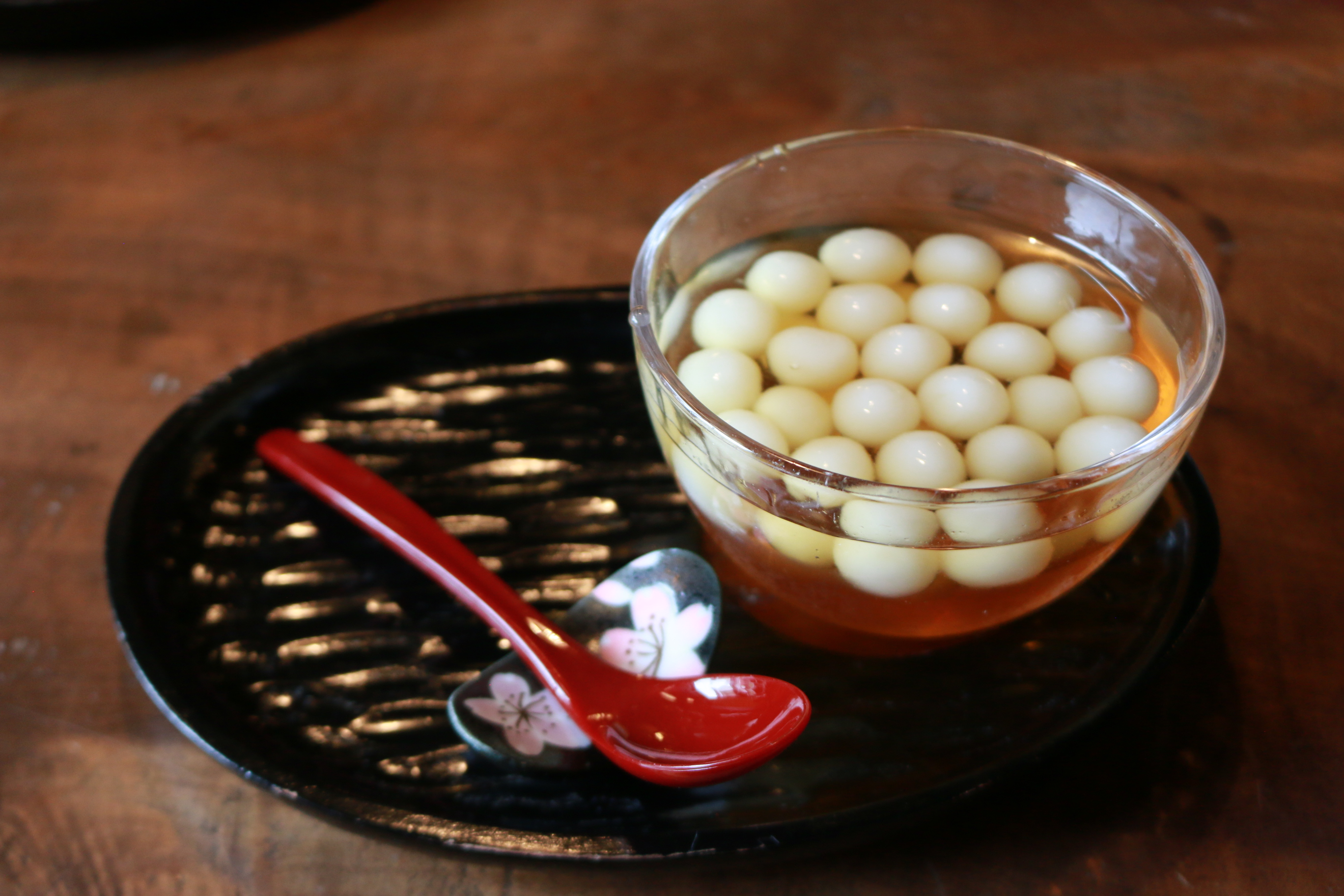
銀水のかんざらし

- 銀水セット - かんざらし、添え菓子、飲み物
- 銀水ジュースセット - かんざらし、添え菓子、飲み物

夏季限定メニュー（春・夏）
- アイスぜんざい
- 浜の川セーキ
- 特製ところてん

冬季限定メニュー（秋・冬）
- 花ぜんざい
- 銀どら芋あん入り
- 名物 そうめん汁

季節限定メニュー（夏・秋）
- 花ぜんざい
- 浜の川セーキ
- 特製ところてん

季節限定セット（夏・秋）
- 季節限定セット - かんざらし、添え菓子、お飲み物

単品
- かんざらし
- カステラ
- チェリー豆
- 島原駄菓子
- 島原和紅茶
- 抹茶
- コーヒー
- つぶジュースみかん
- ラムネ
- ノンアルコールビール

## 利用案内
交通アクセス
- 島鉄バス「浦田船津」バス停から徒歩

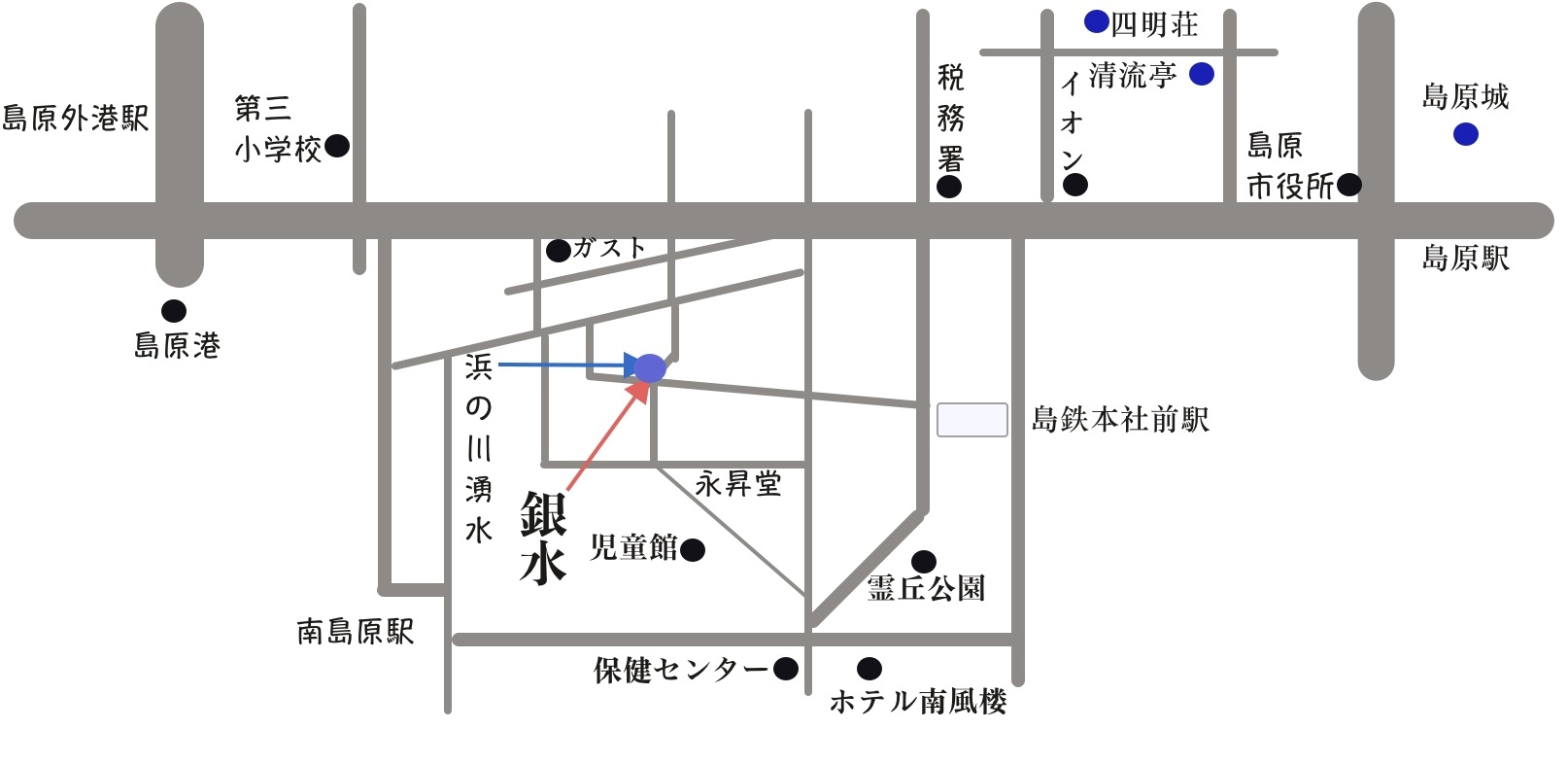
交通アクセス・地図

- 島原鉄道線霊丘公園体育館駅または島原船津駅から徒歩

定休日
- なし

営業時間
- 9時 - 18時